# Liga Eslovena de Basquetebol (segunda divisão)
| 1º Nível |  | 1.SKL |
| 2º Nível |  | 2.SKL |
| 3º Nível |  | 3.SKL |
| 4º Nível |  | 4.SKL |

A Segunda Divisão da Liga Eslovena de Basquetebol (em esloveno:  2 Slovenska Košarkarska Liga or 2. SKL) é a liga de segundo nível no acesso do sistema de ligas profissionais de basquetebol na Eslovênia.

## Formato
A competição é disputada em formato Round-robin com todas equipes se enfrentando em jogos como mandante e visitante na temporada regular.
- O equipe líder da temporada regular é promovida para a 1.SKL, sendo que as equipes 2ª e 3ª classificadas disputam playoffs de promoção com duas equipes oriundas da divisão superior que lutam contra o rebaixamento.[3]
- As nona e décima equipes disputam os playoffs de rebaixamento contra os terceiros colocados da 3.SKL Leste e Oeste.
- As duas equipes pior classificadas são rebaixadas para a 3. SKL.[3]

## Participantes da temporada de  2017–18
- Brinox Medvode
- Celje
- ECE Triglav
- Grosuplje
- Konjice
- Ljubljana
- LTH Castings
- Mesarija Prunk
- Parklji
- Plama Pur
- Portorož
- Terme Olimia

fonte:kzs.si

## Campeões
| Temporada | Campeões           |
| --------- | ------------------ |
| 1994–95   | Krško              |
| 1995–96   | Sežana             |
| 1996–97   | Škofja Loka        |
| 1997–98   | Triglav Kranj      |
| 1998–99   | Zagorje            |
| 1999–2000 | Šentjur            |
| 2000–01   | Koper              |
| 2001–02   | Jurij Plava Laguna |
| 2002–03   | Postojna           |
| 2003–04   | Branik Maribor     |
| 2004–05   | Škofja Loka        |
| 2005–06   | Triglav Kranj      |
| 2006–07   | Hopsi Polzela      |
| 2007–08   | Postojna           |
| 2008–09   | Parklji Ljubljana  |
| 2009–10   | Maribor            |
| 2010–11   | Rogaška            |
| 2011–12   | Grosuplje          |
| 2012–13   | Portorož           |
| 2013–14   | Šenčur             |
| 2014–15   | Škofja Loka        |
| 2015–16   | Podčetrtek         |
| 2016–17   | Ilirija            |
| 2017-18   | Terme Olimia       |